# Marcin Strzoda

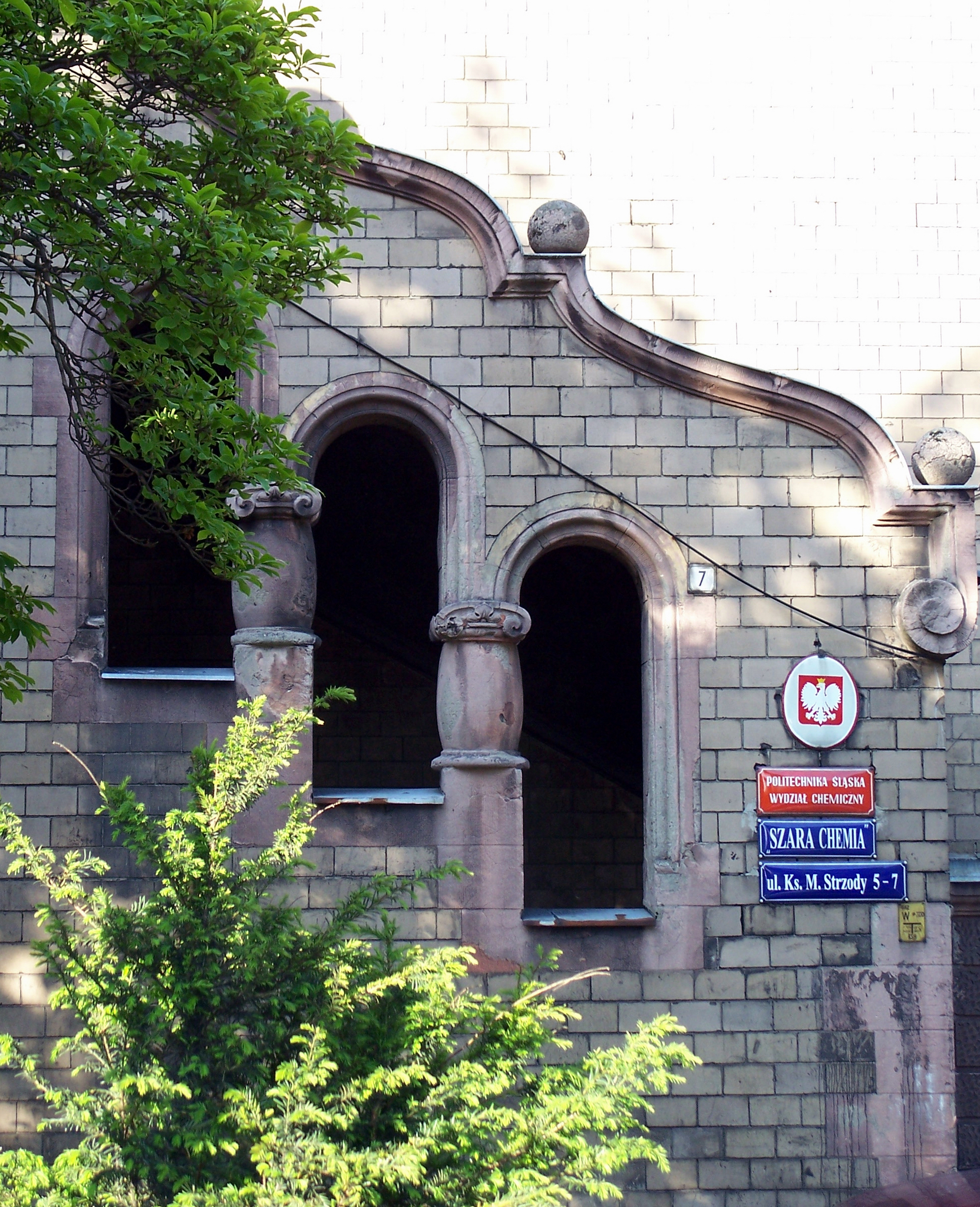
Ulica Marcina Strzody w Gliwicach

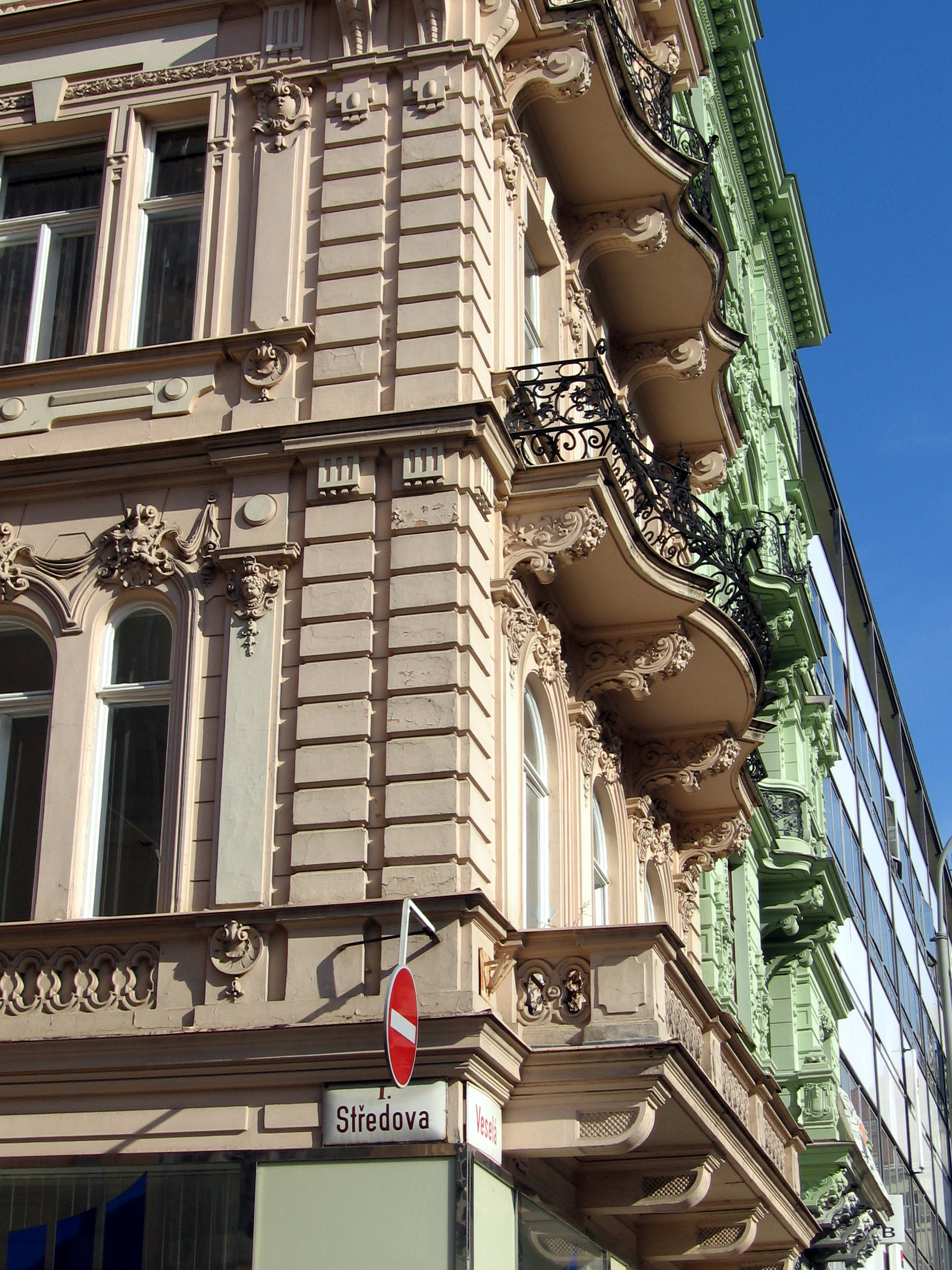
Ulica Marcina Strzody w Brnie

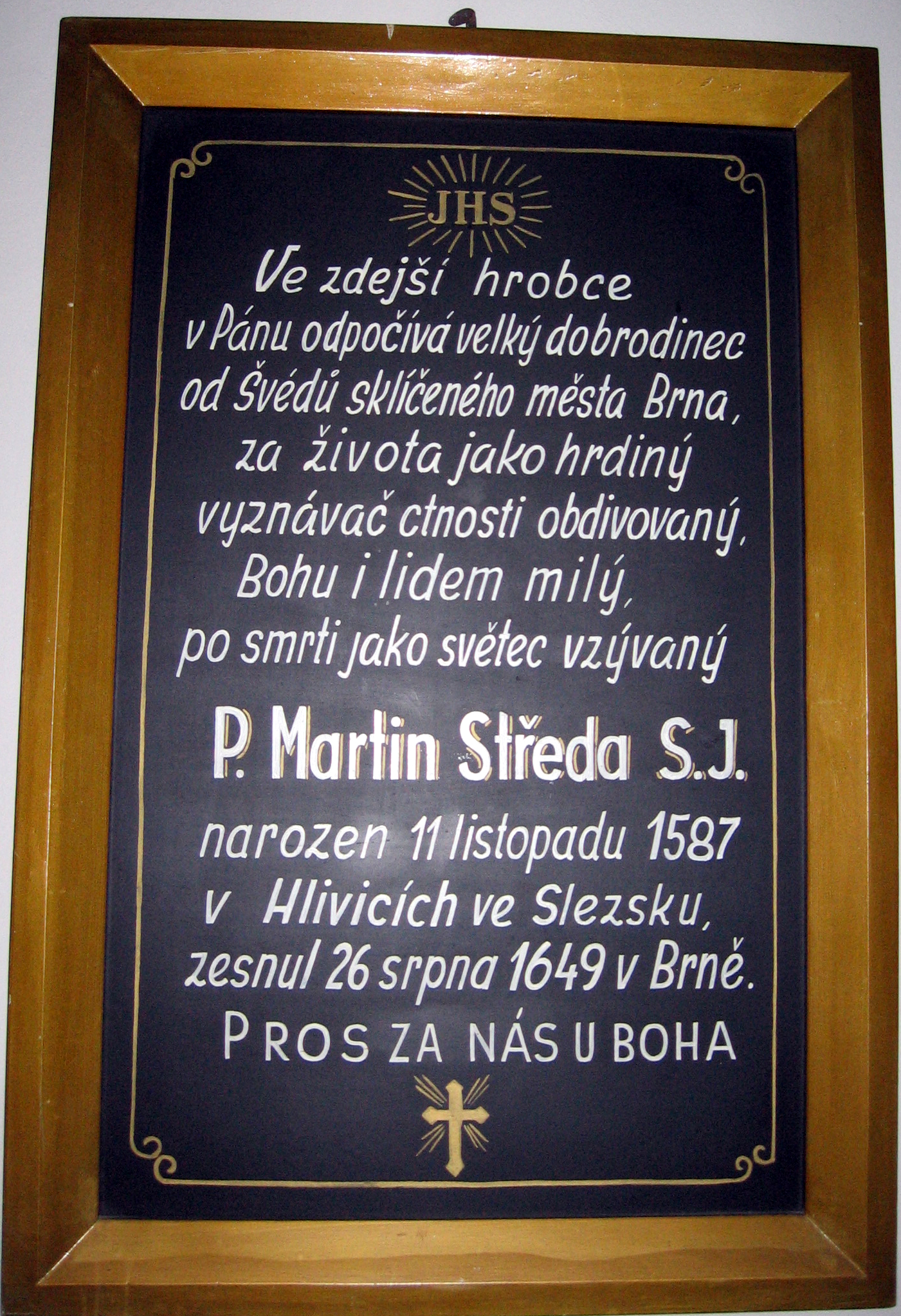
Tablica pamiątkowa z kościoła Wniebowstąpienia NMP w Brnie

Marcin Strzoda, cz. Martin Středa, łac. Martinus Stredonius (ur. 11 listopada 1587 w Gliwicach, zm. 26 sierpnia 1649 w Brnie) – teolog i historyk.

## Życiorys
Marcin Strzoda był synem ławnika miejskiego w Gliwicach również Marcina Strzody i Barbary z d. Poledne. Miał dwóch młodszych braci: Jerzego, który został sędzią w Kutnej Horze, i Andrzeja, który również został jezuitą i z czasem zyskał w Czechach uznanie jako wybitny kaznodzieja. Pierwsze nauki pobierał w języku polskim (pomimo obowiązującego urzędowego języka czeskiego) w gliwickiej szkole parafialnej. Po jej ukończeniu, dzięki pomocy wuja (brata matki, ks. Jerzego Poledne) kontynuował naukę w Głogówku, poznając język niemiecki, który był tam językiem wykładowym. W wyniku pożaru Gliwic w roku 1601 rodzina Strzodów utraciła całe mienie, popadając w biedę. W roku 1605, ponownie dzięki wstawiennictwu wuja, Marcin Strzoda rozpoczął studia w Seminarium Św. Wacława w Pradze, będącego zakładem dla ubogich studentów. Uzyskał tam opinię wzorowego ucznia. W trzy lata później wstąpił do Towarzystwa Jezusowego w Pradze, skąd skierowano go do nowicjatu w Brnie. Tam rozpoczął studia filozoficzne i teologiczne; studiował również w Pradze. Po czterech latach objął stanowisko dziekana fakultetu filozoficznego. W latach 1626–1627 był profesorem kolegium jezuickiego w Nysie, a pomiędzy rokiem 1628 a 1629, rektorem kolegium jezuickiego w Brnie. Efektem pracy naukowej było uzyskanie doktoratu z filozofii (14 listopada 1622) oraz teologii (1635) na Uniwersytecie Karola w Pradze.
W trakcie studiów, w 1620 roku, Marcin Strzoda otrzymał święcenia kapłańskie. W roku 1633 został wybrany prokuratorem zakonu, a w 1638 – prowincjałem. Stanowisko to udało mu się objąć ponownie w 1648 roku.
W 1645 roku, będąc prefektem prowincji czeskiej, odegrał podobną rolę podczas oblężenia Brna przez wojska protestanckie, jak później przeor Augustyn Kordecki na Jasnej Górze, zagrzewając skutecznie obrońców do walki.
Zmarł w nocy z 25 na 26 sierpnia 1649 roku w Brnie. Jego doczesne szczątki są złożone w przeszklonej trumnie w krypcie jezuickiego kościoła Wniebowzięcia NMP.
Ksiądz Marcin Strzoda był historykiem oraz pierwszym polskim autorem dziejów całego historycznego Śląska (obejmującego tereny Dolnego i Górnego Śląska.). Wiadomo o tym z zachowanego przekazu jego bliskiego przyjaciela i ucznia, Jana Pilatusa, który napisał iż: „W opracowaniu dziejów Śląska od początków chrześcijaństwa aż do ostatnich czasów okazał się [Marcin Strzoda] interesującym i prawdomównym historykiem”. Śląski historiograf Nicolaus Henelius umieścił go w Albumie Sławnych Ślązaków działających na terenie Dolnego i Górnego Śląska.

## Upamiętnienie

### Nazwy geograficzne
- Ulica Marcina Strzody w rodzinnych Gliwicach
- Ulica Středova w Brnie

### Pomniki
- W 375. rocznicę zwycięskiej obrony Brna przed wojskami Szwedzkimi, dnia 15 sierpnia 2020, został odsłonięty pomnik Marcina Strzody przed kościołem Wniebowzięcia Najświętszej Marii Panny w Brnie. Pomnik Marcina Strzody w Brnie

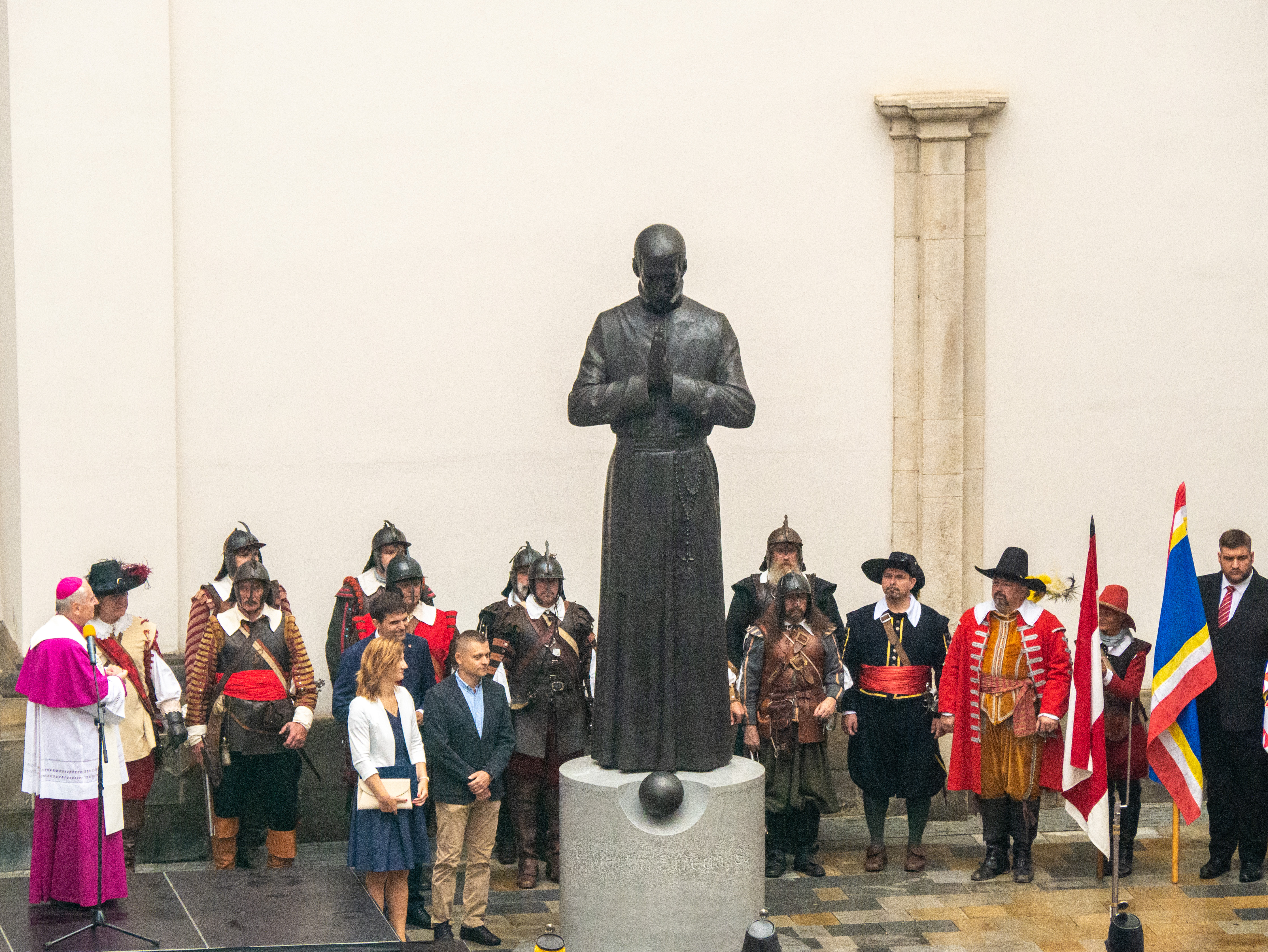
Pomnik Marcina Strzody w Brnie

### Dzwony
- Na 360. rocznicę śmierci Marcina Strzody został odlany 471 kilogramowy dzwon Marcina Strzody, zawieszony w wieży kościoła Wniebowzięcia Najświętszej Marii Panny w Brnie[4].